# Philodromus betrabatai
Philodromus betrabatai är en spindelart som beskrevs av Benoy Krishna Tikader 1966. Philodromus betrabatai ingår i släktet Philodromus och familjen snabblöparspindlar. Inga underarter finns listade i Catalogue of Life.